# Антиох (сын Антиоха III)
Антиох Младший (др.-греч. Ἀντίοχος; 220 год до н. э.  — 193 год до н. э.)  — старший сын царя государства Селевкидов Антиоха III Великого, соправитель отца с 210 года до н. э. Командовал правым флангом кавалерии в битве при Панионе.

## Биография
Антиох Младший был первенцем царя государства Селевкидов Антиоха III Великого и его жены Лаодики III. Царевич родился в конце весны или в начале лета 220 года до н. э. в Антиохии-на-Оронте. Его отец в то время был в военном походе и получил известие о рождении сына сразу после победы над мятежником Молоном. Первые годы жизни Антиоха прошли вместе с матерью в Сардах. В конце 210 года до н. э., или в начале 209 года до н. э. Антиох III назначил своего сына соправителем. Вопрос, где именно состоялась коронация, не решён — это или Эктабана или Селевкия-на-Тигре. Антиох Младший находился в Сирии и управлял западными провинциями государства во время восточного похода отца. По причине юного возраста царевича, его мать Лаодика исполняла функции регента. Также ему помогали опытные чиновники, назначенные отцом. В Селевкии-на-Тигре была найдена печать периода регентства. На ней изображён молодой Антиох вместе с матерью.
Юноша довольно рано начал принимать участие в управлении государством. Первый известный подписанный им документ датирован 205 годом до н. э. Это письмо, в котором он разрешал Магнесии-на-Меандре ввести культ Артемиды Левкофриены. Из более поздних документов известны два письма, написанных в промежутке 195—193 годов до н. э. В них царевич давал особые привилегии городу Теос. По одной из версий именно Антиох Младший был отправителем письма к Зевксису, которое приводит Иосиф Флавий. Во всех письмах царевич поддерживает политику отца и подчёркивает своё подчинённое положение. Антиох также выполнял и представительские функции. В 195 году до н. э., во время председательства на Дафнийских торжествах, он встречался с карфагенским полководцем Ганнибалом.
Как и большинство сыновей эллинистических монархов, Антиох с детства учился военному делу и в более взрослом возрасте командовал войском. Во время Пятой Сирийской войны он участвовал в битве при Панионе. Антиох командовал катафрактариями на правом фланге селевкидского войска. Царевич заблаговременно занял холм, что предоставило ему тактическое преимущество. Благодаря этому, Антиоху удалось победить египетскую кавалерию под руководством Птолемея сына Аеропа и зайти в тыл вражеским сариссофорам. В то же время они были атакованы с флангов слонами и с фронта селекидской пехотой. В результате окружённое египетское войско было уничтожено. Как подчеркивает российский исследователь Аркадий Абакумов, именно удачное руководство кавалерией предоставило этой битве статус «хрестоматийной». Об участии царевича в войне с Римом известно лишь то, что он весной 197 года до н. э. вместе с братом и полководцами Ардием и Митридатом повёл войско к Сардам.
В феврале-марте 193 года до н. э. Антиох был назначен наместником верхних сатрапий и отправился на восток к своим владениям, но неожиданно умер во время путешествия. Некоторые исследователи считают, что царевич стал жертвой несчастного случая. Римский историк Тит Ливий обвинял в его смерти Антиоха III. Якобы царь видел угрозу своей власти в лице сына и приказал евнухам отравить его. Однако современные исследователи считают это маловероятным. Царевич подчеркивал свою лояльность к отцу, да и сам Антиох III активно приобщал своих сыновей к управлению государством и не проявлял к ним враждебности. Возможно, версия Ливия возникла из-за неприязни последнего к Антиоху III — врагу Рима и по аналогии с реальным поступком македонского царя Филиппа V. Последний приказал казнить своего сына Деметрия, опасаясь, что царевич планирует свергнуть отца при помощи римлян.
После смерти Антиох был обожествлён и в надписи из города Теоса назван Антиохом Теосом, то есть богом.

## Семья
Антиох был женат на своей родной сестре Лаодике. Её обычно отождествляют с Лаодикой IV, женой Селевка IV Филопатора и Антиоха IV Эпифана. Но данное отожествление не бесспорно. Свадьба состоялась зимой 196–195 года до н. э. в Антиохии-на-Оронте или Селевкии Пиерии. Это был первый брак между родными братом и сестрой в династии Селевкидов, который зафиксирован в источниках. В Селевкии-на-Тигре была найдена печать с изображением супругов. Доподлинно не известно, имели ли Антиох с Лаодикой детей. Считается, что они были родителями Нисы, жены понтийского царя Фарнака I, но есть версии о её происхождении от Антиоха III или Антиоха IV. Австралийский исследователь Марк Пассел выдвинул гипотезу, что супруги могли иметь дочь Лаодику, которая стала второй женой своего дяди Селевка IV.

## Монета
В 1973 году немецкий исследователь Томас Фишер высказал новую трактовку тетрадрахмы Антиоха III из Нисибиса. Учёный предположил, что изображённая на монете монограмма связана с Тиром. Этим городом Антиох III стал владеть уже в зрелом возрасте, в то время как на монете изображён молодой правитель. По мнению Фишера, им мог быть только Антиох Младший. Гипотеза имела поддержку среди научного сообщества, пока не была опровергнута Отто Мёркгольмом. Современные справочники признают её монетой Антиоха-отца.

## Титулатура
В официальных документах, написанных собственноручно, Антиох Младший называл себя Басилевс Антиох (др.-греч. Βασιλεύς Ἀντίοχος). В отличие от отца, царевич писал о себе в единственном числе. Эта особенность указывает на подчинённый статус соправителя. В совместных документах использовались термины сын (др.-греч. υιοσ) и сын [и] Басилевс (др.-греч. υιοσ [και] Βασιλεύς). Начиная с правления Антиоха III слово υιοσ стало использоваться как официальный титул наследника царя.